# Symplocos glomerata
Symplocos glomerata là một loài thực vật có hoa trong họ Dung. Loài này được King ex C.B. Clarke miêu tả khoa học đầu tiên năm 1882.